# Wojciech Osial
Wojciech Tomasz Osial (ur. 19 listopada 1970 w Łowiczu) – polski duchowny rzymskokatolicki, doktor habilitowany nauk teologicznych, biskup pomocniczy łowicki w latach 2016–2024, administrator apostolski sede vacante diecezji łowickiej w 2024, biskup diecezjalny łowicki od 2024.

## Życiorys
Urodził się 19 listopada 1970 w Łowiczu. Od 1989 studiował w Wyższym Metropolitalnym Seminarium Duchownym w Warszawie. Po utworzeniu diecezji łowickiej ostatni rok studiów ukończył w seminarium duchownym w Łowiczu. Na prezbitera został wyświęcony 25 maja 1995 przez biskupa Alojzego Orszulika. W latach 1995–2001 kontynuował studia na Papieskim Uniwersytecie Salezjańskim w Rzymie, które ukończył z doktoratem na podstawie dysertacji dotyczącej antropologicznego wymiaru katechezy. W 2014 na Wydziale Teologicznym Uniwersytetu Kardynała Stefana Wyszyńskiego w Warszawie habilitował się z nauk teologicznych o specjalności katechetyka na podstawie rozprawy Historia katechizmu. Geneza i rozwój katechizmu w Kościele Katolickim od I do XVI wieku.
W latach 2001–2005 był katechetą w Klasycznym Liceum Ogólnokształcącym w Skierniewicach. W 2001 został zatrudniony w łowickiej kurii diecezjalnej, gdzie objął stanowiska notariusza kurii, referenta ds. katechetycznych i wizytatora nauki religii. W 2005 wszedł w skład diecezjalnej rady duszpasterskiej. W 2013 został diecezjalnym cenzorem publikacji religijnych. W 2014 został obdarzony godnością kanonika honorowego Katedralnej Kapituły Łowickiej.
W 2001 został wykładowcą katechetyki w Wyższym Seminarium Duchownym w Łowiczu, zaś w 2009 w Wyższym Seminarium Duchownym Stowarzyszenia Apostolstwa Katolickiego w Ołtarzewie. Ponadto podjął wykłady zlecone, w latach 2001–2004 w Instytucie Teologicznym Diecezji Łowickiej, a w 2015 na Wydziale Teologicznym Uniwersytetu Kardynała Stefana Wyszyńskiego w Warszawie.
W 2005 został konsultantem ds. katechezy w Wojewódzkim Ośrodku Doskonalenia Nauczycieli w Skierniewicach i członkiem Ogólnopolskiej Sekcji Wykładowców Katechetyki. W 2006 objął funkcję rzeczoznawcy ds. oceny programów nauczania religii i podręczników katechetycznych Komisji Wychowania Katolickiego Konferencji Episkopatu Polski. W 2012 wszedł w skład Komisji Rewizyjnej Stowarzyszenia Katechetyków Polskich. W 2005 został zastępcą redaktora naczelnego periodyku „Studia Lovicensia”.
24 grudnia 2015 papież Franciszek mianował go biskupem pomocniczym diecezji łowickiej ze stolicą tytularną Cediae. Święcenia biskupie przyjął 4 lutego 2016 w bazylice katedralnej Wniebowzięcia Najświętszej Maryi Panny i św. Mikołaja w Łowiczu. Głównym konsekratorem był Andrzej Dziuba, biskup diecezjalny łowicki, zaś współkonsekratorami arcybiskup Celestino Migliore, nuncjusz apostolski w Polsce, i Marek Jędraszewski, arcybiskup metropolita łódzki. Na zawołanie biskupie wybrał słowa „Dominus cor intuetur” (Pan patrzy na serce). 9 marca 2024 papież Franciszek mianował go administratorem apostolskim sede vacante diecezji. Rządy w diecezji przejął 11 marca 2024.
12 września 2024 papież Franciszek mianował go biskupem diecezjalnym diecezji łowickiej. 25 września 2024 kanonicznie objął urząd biskupa diecezjalnego, a 16 listopada 2024 odbył ingres do bazyliki katedralnej Wniebowzięcia Najświętszej Maryi Panny i św. Mikołaja w Łowiczu.
W ramach Konferencji Episkopatu Polski wszedł w skład Komisji Wychowania Katolickiego, w której w 2020 objął funkcję przewodniczącego, został również przewodniczącym Zespołu roboczego ds. kontaktów z Rządem RP w sprawie lekcji religii w szkole, członkiem Komisji Duszpasterstwa i Rady ds. Duszpasterstwa Młodzieży.
W 2024 był współkonsekratorem podczas sakr biskupów pomocniczych łódzkich Piotra Kleszcza i Zbigniewa Wołkowicza.